# ولاية كاشين
ولاية كاشين هي إحدى ولايات ميانمار. يوجد في ولاية كاشين أعلى قمة في بورما جبل (Hkakabo Razi) بارتفاع 5881 متر (19295 قدم) وهو أحد جبال الهملايا ويقع على الحدود بين ثلاث دول وهي الصين والهند وبورما.

## روابط إضافية
- Kachin National Organization
- The Kachin Post
- KIO News in English
- News in Jingphaw, English and Burmese
- World's End in Kachin State Wofgang H Trost, The Irrawaddy, July 1, 2007